# Jorge Hernando Pedraza
Jorge Hernando Pedraza Gutiérrez (Sogamoso, 18 de mayo de 1963) es un político colombiano miembro del Partido Conservador, elegido por elección popular para integrar el Senado.

 Exsecretario General de la Comunidad Andina.

## Carrera profesional
Jorge Hernando Pedraza Gutiérrez, Nació en Cuitiva-Boyacá. Abogado de la Universidad Externado de Colombia, con especialización en Gestión de Entidades Territoriales y experto en Telecomunicaciones, se ha desempeñado como Concejal, Diputado, Representante a la Cámara por Boyacá y senador de la República por varios períodos. En el campo administrativo, ha sido miembro de juntas directivas de instituciones departamentales y nacionales, al igual que Superintendente Delegado para Telecomunicaciones. En su ejercicio político va desde Vicepresidente de las Comisiones Quinta, Sexta y fue Presidente de la comisión de Ética del Senado de la República y de la comisión Sexta de Senado. 

## Congresista de Colombia
En las elecciones legislativas de Colombia de 2014, Pedraza Gutiérrez fue elegido senador de la república de Colombia con un total de 64,385 votos.
En las elecciones legislativas de Colombia de 2006, Pedraza Gutiérrez fue elegido senador de la república de Colombia con un total de 41.087 votos.
En las elecciones legislativas de Colombia de 2002, Pedraza Gutiérrez fue elegido miembro de la Cámara de Representantes de Colombia con un total de 28.384 votos.

### Iniciativas
El legado legislativo de Jorge Hernando Pedraza Gutiérrez se identificó por su participación en las siguientes iniciativas desde el congreso:

- Propuesta que los candidatos a los cargos de Presidente y Vicepresidente de la República, Gobernador de Departamento, elegidos en sus cargos, ocuparán una curul en el Senado, Cámara de Representantes, Asamblea Departamental, respectivamente, durante el periodo para el cual se hizo la correspondiente elección (Aprobado primer debate).[4]
- Crear las colegiaturas de abogados y autorizar su funcionamiento.[5]
- Declarar el 18 de agosto como Día Nacional de lucha contra la corrupción; fecha en la que se conmemora la ejemplar defensa que por los intereses del país realizó el doctor Luis Carlos Galán Sarmiento.[6]
- Modifican los artículos 186, 235, 241 y 251 de la Constitución Nacional -Fuero parlamentario y doble instancia para los congresistas- (Archivado).[7]
- Modifica el artículo 5° de la Ley 336 de 1996 -establecer que quienes ostentan el uso y goce del vehículo automotor sean responsables por las infracciones señaladas en el Código Nacional de Tránsito- (Archivado).[8]
- Reglamentar el ejercicio de las profesiones de mercadotecnia, mercadeo y profesiones afines y auxiliares (Retirado).[9]
- Conferir facultades al Consejo Superior de la Judicatura para el reconocimiento de personería jurídica (Archivado).[10]
- Expedir el Código de Ética y Disciplinario del Congresista (Aprobado).[11]
- Rendir honores con motivo de la conmemoración del Bicentenario del Grito de Independencia, Proclamación como Villas Republicanas de algunos municipios del país y se institucionaliza el Mes de la Colombianidad (Archivado).[12]
- Declara a Villa de Leyva (Boyacá) Patrimonio Paleontológico de la Nación y Centro Colombiano de los Derechos (Archivado).[13]

## Carrera política
Su trayectoria política se ha identificado por:

### Partidos políticos
A lo largo de su carrera ha representado los siguientes partidos:
| Partido político    | Fecha Inicio        | Fecha Fin           |
| Partido Conservador | 20 de julio de 2006 |                     |
| Partido Conservador | 1 de julio de 2004  | 19 de julio de 2006 |
| Partido Conservador | 20 de julio de 2002 | 1 de julio de 2004  |
| Partido Conservador | 20 de julio de 1998 | 19 de julio de 2002 |

### Cargos públicos
Entre los cargos públicos ocupados por Jorge Hernando Pedraza Gutiérrez, se identifican:
| Cargo público                             | Partido político    | Fecha Inicio            | Fecha Fin               |
| Secretario General De la Comunidad Andina | N/A                 | 11 de enero de 2019     | 24 de mayo de 2023      |
| Senador de la República                   | Partido Conservador | 20 de julio de 2014     | 20 de julio de 2018     |
| Senador de la República                   | Partido Conservador | 20 de julio de 2010     | 19 de julio de 2014     |
| Senador de la República                   | Partido Conservador | 20 de julio de 2006     | 20 de julio de 2010     |
| Representante a la Cámara                 | Partido Conservador | 20 de julio de 2002     | 19 de julio de 2006     |
| Senador de la República                   | Partido Conservador | 9 de septiembre de 1999 | 19 de julio de 2002     |
| Diputado Asamblea Boyacá                  | Partido Conservador | 30 de junio de 1990     | 31 de diciembre de 1994 |
| Concejal Sogamoso, Boyacá                 | Partido Conservador | 20 de julio de 1986     | 31 de julio de 1991     |
| Concejal Aquitania, Boyacá                | Partido Conservador | 1 de junio de 1986      | 31 de julio de 1991     |